# Долматівська сільська рада
Долма́тівська сільська́ ра́да — адміністративно-територіальна одиниця та орган місцевого самоврядування в Голопристанському районі Херсонської області. Адміністративний центр — село Долматівка.

## Загальні відомості
- Територія ради: 1,84 км²
- Населення ради: 1 390 осіб (станом на 2001 рік)

## Населені пункти
Сільській раді були підпорядковані населені пункти:
- с. Долматівка

## Склад ради
Рада складалася з 16 депутатів та голови.
- Голова ради: Вакуленко Анатолій Павлович
- Секретар ради: Хижняк Наталія Анатоліївна

### Керівний склад попередніх скликань
| Прізвище, ім'я, по батькові | Основні відомості                                                                     | Дата обрання | Дата звільнення |
| --------------------------- | ------------------------------------------------------------------------------------- | ------------ | --------------- |
| Вакуленко Анатолій Павлович | Сільський голова, 1951 року народження, член Всеукраїнського об'єднання «Батьківщина» | 26.03.2006   | 31.10.2010      |
| Вакуленко Анатолій Павлович | Сільський голова, 1952 року народження, освіта вища, член Партії регіонів             | 31.10.2010   |                 |

Примітка: таблиця складена за даними сайту Верховної Ради України

### Депутати
За результатами місцевих виборів 2010 року депутатами ради стали:

#### За суб'єктами висування
| Суб'єкт висування           | Кількість обраних депутатів | %    |
| --------------------------- | --------------------------- | ---- |
| Самовисування               | 8                           | 50   |
| Партія регіонів             | 4                           | 25   |
| Комуністична партія України | 3                           | 18,8 |
| Народна партія              | 1                           | 6,3  |

#### За округами
| № округу                    | Прізвище, ім'я, по батькові    | Дата визнання обраним | Освіта             | Партійна приналежність            | Відомості про обраного депутата                                          |
| --------------------------- | ------------------------------ | --------------------- | ------------------ | --------------------------------- | ------------------------------------------------------------------------ |
| Комуністична партія України |                                |                       |                    |                                   |                                                                          |
| 2                           | Пасєчник Сергій Анатолійович   | 05.11.2010            | середня            | член Комуністичної партії України | сільськогосподарський виробничий кооператив «Горького», водій            |
| 11                          | Трибунський Віктор Миколайович | 05.11.2010            | середня            | член Комуністичної партії України | сільськогосподарський виробничий кооператив «Горького», водій            |
| 15                          | Краснов Дмитро Дмитрович       | 05.11.2010            | середня            | член Комуністичної партії України | тимчасово не працює                                                      |
| Народна Партія              |                                |                       |                    |                                   |                                                                          |
| 6                           | Іваненко Галина Сергіївна      | 05.11.2010            | середня            | член Народної партії              | тимчасово не працює                                                      |
| Партія регіонів             |                                |                       |                    |                                   |                                                                          |
| 3                           | Музика Людмила Володимирівна   | 05.11.2010            | вища               | член Партії регіонів              | Долматівська школа, вчитель                                              |
| 7                           | Шайка Валентина Анатоліївна    | 05.11.2010            | середня спеціальна | член Партії регіонів              | дошкільний навчальний заклад, завідувач                                  |
| 9                           | Шевченко Сергій Петрович       | 05.11.2010            | вища               | член Партії регіонів              | тимчасово не працює                                                      |
| 13                          | Хижняк Наталія Анатоліївна     | 05.11.2010            | вища               | член Партії регіонів              | Долматівська сільська рада, секретар                                     |
| Самовисування               |                                |                       |                    |                                   |                                                                          |
| 1                           | Юрченко Інна Вікторівна        | 05.11.2010            | середня            | позапартійна                      | тимчасово не працює                                                      |
| 4                           | Данилів Мирослав Володимирович | 05.11.2010            | середня            | позапартійний                     | фермерське господарство «Лев», голова                                    |
| 5                           | Бескровний Віктор Вікторович   | 05.11.2010            | вища               | позапартійний                     | тимчасово не працює                                                      |
| 8                           | Зварич Рімма Олексіївна        | 05.11.2010            | середня            | позапартійна                      | сільськогосподарський виробничий кооператив «Горького», завідувач складу |
| 10                          | Величко Людмила Степанівна     | 05.11.2010            | середня            | позапартійна                      | тимчасово не працює                                                      |
| 12                          | Лазарєва Олена Гаврилівна      | 05.11.2010            | середня            | позапартійна                      | пенсіонер                                                                |
| 14                          | Костів Роман Романович         | 27.12.2010            | середня            | позапартійний                     | СВК ім. Горького, майстер-налагоджувальник                               |
| 16                          | Гнідін Олександр Анатолійович  | 05.11.2010            | середня            | позапартійний                     | тимчасово не працює                                                      |

## Населення
Згідно з переписом УРСР 1989 року чисельність наявного населення сільської ради становила 1336 осіб, з яких 662 чоловіки та 674 жінки.
За переписом населення України 2001 року в сільській раді мешкало 1377 осіб.

### Мова
Розподіл населення за рідною мовою за даними перепису 2001 року:
| Мова       | Відсоток |
| ---------- | -------- |
| українська | 92,23 %  |
| російська  | 7,12 %   |
| вірменська | 0,29 %   |
| білоруська | 0,22 %   |
| молдовська | 0,14 %   |